# École nationale supérieure des mines de Saint-Étienne
École nationale supérieure des mines de Saint-Étienne  es una universidad francesa, grande escuela, creada en 1816, con sede en Saint-Étienne. La universidad tiene como objetivo apoyar el desarrollo de sus estudiantes y empresas a través de una serie de cursos y campos de investigación, desde la formación inicial de ingénieurs civils des mines generalistas hasta la enseñanza de doctorado; desde la ciencia de los materiales hasta la microelectrónica pasando por la ingeniería de procesos, la mecánica, el medio ambiente, la ingeniería civil, las finanzas, la informática y la ingeniería sanitaria.
La scuola fu fondata il 2 agosto 1816 su richiesta di Luis XVIII.

## Laureati famosi
- Jean-Baptiste Boussingault, un químico francés que hizo contribuciones relevantes a la ciencia agrícola, a la química del petróleo y a la metalurgia
- Henri Fayol, un ingeniero de minas francés
- Benoît Fourneyron, un ingeniero, inventor e industrial francés